# Коэффициент Джини

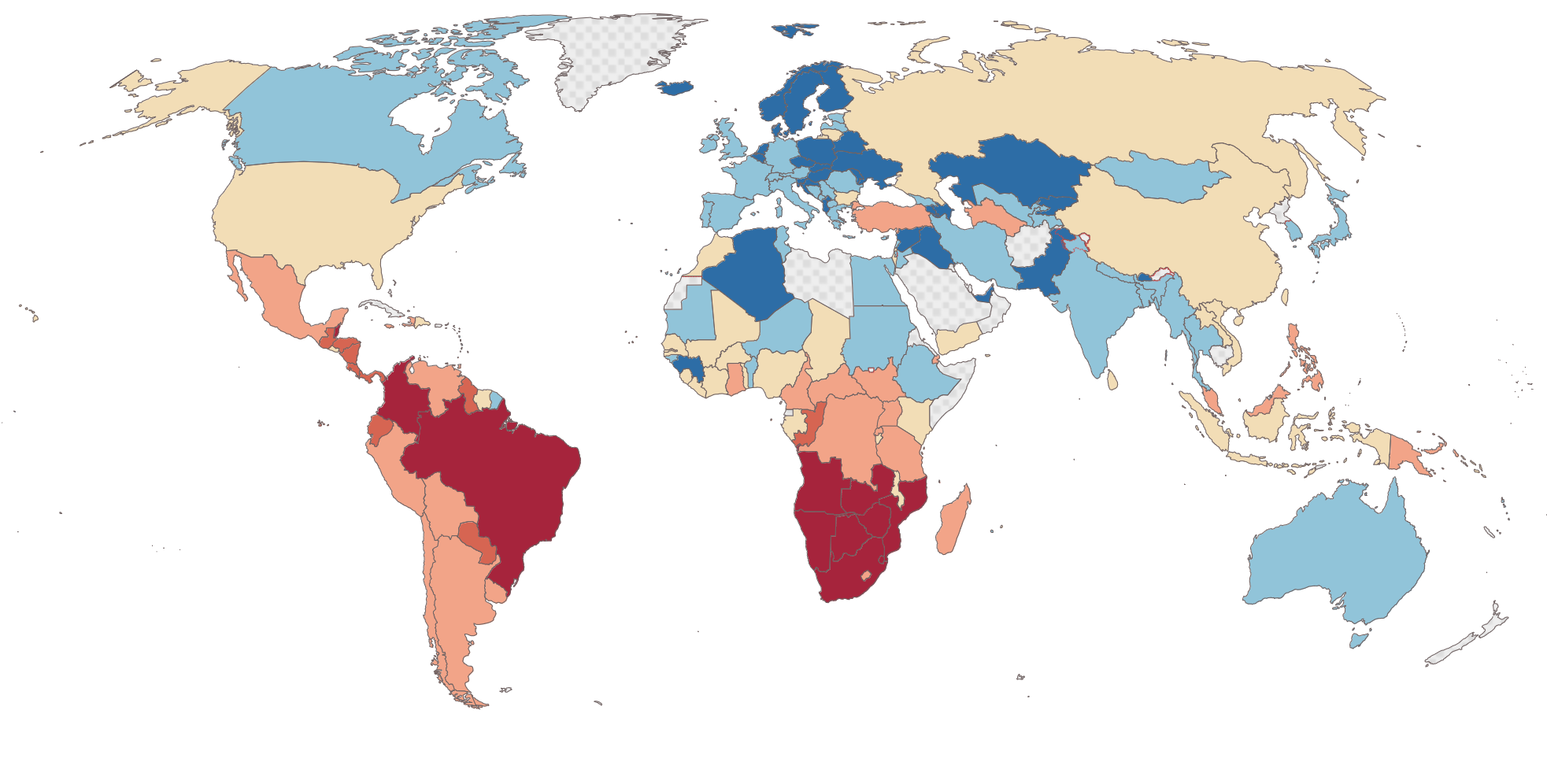
Индекс Джини по распределению национального дохода стран мира в 2022 году, согласно данным Всемирного банка
<30
30-35
35-40
40-45
45-50
50+

Коэффицие́нт Джини — статистический показатель степени расслоения общества выбранной страны или региона по какому-либо изучаемому признаку. Используется для оценки экономического неравенства.
Коэффициент Джини может варьироваться между 0 и 1. Чем больше его значение отклоняется от нуля и приближается к единице, тем в большей степени доходы сконцентрированы в руках отдельных групп населения.
И́ндекс Джини — процентное представление этого коэффициента.
Наиболее часто в современных экономических расчётах в качестве изучаемого признака берётся уровень годового дохода. Коэффициент Джини можно определить как макроэкономический показатель, характеризующий дифференциацию денежных доходов населения в виде степени отклонения фактического распределения доходов от их абсолютно равного распределения между жителями страны.
Иногда коэффициент Джини (как и кривую Лоренца) используют также и для выявления уровня неравенства по накопленному богатству, однако в таком случае необходимым условием становится неотрицательность чистых активов домохозяйства.

## История вопроса
Эта статистическая модель была предложена и разработана итальянским статистиком и демографом Коррадо Джини и опубликована в 1912 году в его труде «Вариативность и изменчивость признака» («Изменчивость и непостоянство»).

## Расчёт
Рассчитать коэффициент можно как отношение площади фигуры, образованной кривой Лоренца и прямой равенства, к площади треугольника, образованного прямой равенства и осями. Иначе говоря, следует найти площадь первой фигуры и поделить её на площадь второй. В случае полного равенства коэффициент будет равен 0; в случае полного неравенства он будет равен 1.
Коэффициент Джини можно рассчитать по формуле Брауна:
{\displaystyle G=\left\vert 1-\sum _{k=2}^{n}(X_{k}-X_{k-1})(Y_{k}+Y_{k-1})\right\vert },
или по формуле Джини:
{\displaystyle G={\frac {\sum \limits _{i=1}^{n}\sum \limits _{j=1}^{n}\left\vert y_{i}-y_{j}\right\vert }{2n^{2}{\bar {y}}}}},
где {\displaystyle G} — коэффициент Джини, {\displaystyle X_{k}} — кумулированная доля населения (население предварительно ранжировано по возрастанию доходов), {\displaystyle Y_{k}} — доля дохода, которую в совокупности получает {\displaystyle X_{k}}, {\displaystyle n} — число домохозяйств, {\displaystyle y_{k}} — доля дохода домохозяйства в общем доходе, {\displaystyle {\bar {y}}} — среднее арифметическое долей доходов домохозяйств.

## Преимущества коэффициента Джини
- Позволяет сравнивать распределение признака в совокупностях с различным числом единиц (например, регионы с разной численностью населения).

- Дополняет данные о ВВП и среднедушевом доходе. Служит своеобразной поправкой этих показателей.

- Может быть использован для сравнения распределения признака (дохода) между различными совокупностями (например, разными странами). При этом нет зависимости от масштаба экономики сравниваемых стран.

- Может быть использован для сравнения распределения признака (дохода) по разным группам населения (например, коэффициент Джини для сельского населения и коэффициент Джини для городского населения).

- Позволяет отслеживать динамику неравномерности распределения признака (дохода) в совокупности на разных этапах.

- Анонимность — одно из главных преимуществ коэффициента Джини. Нет необходимости знать, кто имеет какие доходы персонально.

## Недостатки коэффициента Джини
- Довольно часто коэффициент Джини приводится без описания группировки совокупности, то есть часто отсутствует информация о том, на какие же именно квантили поделена совокупность. Так, чем на большее количество групп поделена одна и та же совокупность (больше квантилей), тем выше для неё значение коэффициента Джини.

- Коэффициент Джини не учитывает источник дохода, то есть для определённой географической единицы (страны, региона и т. п.) коэффициент Джини может быть довольно низким, но при этом какая-то часть населения свой доход обеспечивает за счёт труда, а другая — за счёт собственности. Так в Швеции значение коэффициента Джини довольно низко, но при этом только 5 % домохозяйств владеют 77 % акций от общего количества акций, которым владеют все домохозяйства. Это обеспечивает этим 5 % доход, который остальное население получает за счёт труда.

- Метод кривой Лоренца и коэффициента Джини в деле исследования неравномерности распределения доходов среди населения имеет дело только с денежными доходами, меж тем некоторым работникам заработную плату выдают в виде продуктов питания и т. п.; также широкое распространение получает практика выдачи заработной платы работникам в виде опционов на покупку акций компании-работодателя (последнее соображение несущественно, опцион сам по себе не является доходом, это только возможность получить доход, продав, например, акции, а когда акции проданы и продавец получил деньги, этот доход уже учитывается при расчёте коэффициента Джини).

- Различия в методах сбора статистических данных для вычисления коэффициента Джини приводят к затруднениям (или даже невозможности) в сопоставлении полученных коэффициентов.

- Коэффициент Джини отчасти неадекватен для плановых экономик, где распределение ресурсов зависит не только от доходов, но и от лояльности к государству (партии). Кроме того, так как частное предпринимательство запрещено в плановой экономике, выходит ситуация когда получаемые доходы фиксируются не у предпринимателей, а у государства. Из-за этого, формально выходит что доходы концентрируют предприниматели, в отличие от плановой экономики, где доходы принадлежат государству. Коэффициент Джини учитывает разницу доходов граждан, а не государства. Это приводит к значительно более положительным показателям коэффициента Джини в плановых экономиках.

## Пример расчёта коэффициента Джини
По данным Росстата коэффициент Джини в России составлял в разные годы:
| Год               | 1992  | 1994  | 1996  | 1998  | 2000  | 2002  | 2004  | 2006  | 2008  | 2010  | 2012 | 2014  | 2016  | 2018  | 2019  | 2020  | 2021  | 2022  |
| ----------------- | ----- | ----- | ----- | ----- | ----- | ----- | ----- | ----- | ----- | ----- | ---- | ----- | ----- | ----- | ----- | ----- | ----- | ----- |
| Коэффициент Джини | 0,289 | 0,409 | 0,387 | 0,394 | 0,395 | 0,397 | 0,409 | 0,415 | 0,421 | 0,421 | 0,42 | 0,416 | 0,414 | 0,411 | 0,411 | 0,406 | 0,409 | 0,395 |

Составленный банком Credit Suisse отчёт «Global Wealth Report» оценивает индекс Джини в России в 2012 году в 84 % (0,84; по богатству, а не по доходам), что по мнению банка является максимальным значением среди всех крупных стран мира. По мнению российских экономистов и аналитиков, опрошенных журналом «Эксперт», выводы Credit Suisse не соответствуют действительности, а «по имущественному неравенству Россия примерно соответствует таким странам как США, Япония, Индия и Китай». Они также указывают на фактические ошибки в отчёте: все активы российских граждан в исследовании оцениваются в 1,2 трлн долларов, хотя стоимость только частного жилья россиян оценивается в 4 — 4,5 трлн долларов.
Согласно собственной статистике Китая в этой стране коэффициент Джини в 2012 году составил 0,474, за прошедшие 10 лет коэффициент достиг локального максимума в 2008 году, когда составлял 0,491. В 2000 году этот же показатель в Китае составлял 0,41, в 1990 году — 0,33, в 1980 году — 0,31. Проф. Ху Аньган в 2004 году, когда коэффициент Джини в Китае по оценке Всемирного банка составлял 0,437, в интервью отмечал: «Если учесть ещё неофициальные доходы, уклонение от налогообложения, коррупцию, то коэффициент Джини будет 0,51 и выше. Судя по официальным номинальным доходам, разрыв уже достаточно велик. За время реформ, то есть за одно поколение, Китай прошёл путь от коэффициента 0,2 до 0,5. Переход от справедливого к подчёркнуто несправедливому обществу очень заметен. Тем более что на начальном этапе реформ число бедных в большом масштабе снижалось, а со второй половины 1990-х годов эти пропорции менялись очень мало».
